# خولنجان سماوي
خولنجان سماوي (الاسم العلمي:Alpinia caerulea) هو نوع من النباتات يتبع جنس الخولنجان من فصيلة الزنجبيلية.